# Шора (посёлок, Хакасия)
Шо́ра — посёлок на западе Аскизского района Хакасии, в горнотаёжной местности.
Тип населённого пункта — промышленное производство, значение — вспомогательный посёлок. Расстояние до райцентра — села Аскиз — 143 км, до Абакана — 223 км.
Население 218 чел. (01.01.2004), в том числе русские, шорцы, хакасы.
Рядом расположена одноимённая поселковая станция на ж.-д. линии Абакан — Новокузнецк. Рядом — река Томь. Тип населённого пункта — ж.-д. разъезд. Расстояние до райцентра — с. Аскиз — 160 км, до г. Абакана — 250 км. Население 7 чел. (01.01.2004).

## Население
| 2002 | 2010 |
| ---- | ---- |
| 204  | ↘184 |